# La Sonnaz
La Sonnaz là một đô thị trong huyện Sarine thuộc bang Fribourg ở Thụy Sĩ.